# Ben F. Laposky
Benjamin Francis Laposky (1914–2000) fue un matemático, artista y delineante de Cherokee, Iowa. Se le considera el creador de los primeros gráficos generados por ordenador, utilizando un osciloscopio como el medio de creación para arte abstracto. En 1953, publicó lo que él denominaba "Oscillons" (o diseños de oscillogramas) junto con una tesis correspondiente titulada "Abstracciones Electrónicas" vía una exposición de galería de cincuenta cuadros bajo el mismo nombre en el Sanford Museo de Cherokee. A Laposky se le atribuye a menudo el título del pionero del arte electrónico, más específicamente en el ámbito del vector analógico.
Nació el 30 de septiembre de 1914 en una granja al sur de Cherokee, hijo de Peter Paul y Leona Anastasia (Gabriel) Laopsky. Hermano de George y Raymond. Cuando tenía 4 años, su familia fue reubicada en Colorado Springs. En 1931 la madre de Laposky murió. En 1932 Laposky se graduó en el Instituto St. Mary, de Colorado Springs, y poco después su familia se trasladó de vuelta a Cherokee donde comenzó a trabajar como pintor de letreros y delineante.
Laposky se unió al Ejército de EE. UU. y fue reclutado en Fort Des Moines en 1942. Logró una puntuación de 134 en las prueba para la clasificación general del ejército, lo cual le colocó entre en 5% del rango superior, lo que el ejército clasificó como "la capacidad de aprender rápidamente"; en la prueba de aptitud mecánica sacó un 145. Fue enviado al extranjero con la 43.ª división de Infantería en la sección de la sede del cuartel general (G-3) designado como delineante de mapa (T-4).
Como sargento técnico, sufrió una herida en el pie derecho durante un bombardeo japonés en Rendona Island, Solomon Islas, (batalla en el aeródromo de Munda, en Nueva Georgia Munda) en julio de 1943 (por el cual recibió el Purple Heart Purple Heart). Pasó 10 meses en hospitales militares en Nueva Zelanda y Alabama. Le dieron de alta con discapacidad en mayo de 1944 después de 2 años de servicio, regresando a su casa de Cherokee, Iowa.
Laposky retomó su oficio original, pero ya no era capaz de subir escaleras que era un requisito como pintor de letreros, así que se centró en pequeñas cartas de letras, dibujos y estudio de matemáticas, proporcionando muchos Cuadrados Mágicos en unl artículo destacado del periódico Ripley, ¡aunque usted no lo crea!. Tuvo una tienda de letreros en Iowa y se introdujo en el Arte en su tiempo libre. Concibiendo el "dibujo con luz". Tomó cursos de extensión delargos cursos de dibujo básico en la Universidad de Chicago.

## Abstracciones electrónicas
En 1946, Laposky empezó trabajar en trazados de fotografía con péndulos y diseño de aparatos  armonógraficos.
En 1947, leyó un artículo en el Ciencia Popular que proponía el uso de un equipo de pruebas en televisión, evisivo, como los osciloscopios, para producir sencillos diseños decorativos, basados en la fórmula similar a lo que rigen las curvas del péndulo. Esto avivó su imaginación y comenzó a investigar su propósito.
En 1950, Laposky utilizó un osciloscopio de rayo catódico con generadores de onda sinusoidal y otros varios circuitos eléctricos y electrónicos para crear arte abstracto, denominado por el artista, "composiciones eléctricas". Estas vibraciones eléctricas mostradas en la pantalla del osciloscopio se grababan después utilizando fotografía fija. En un trabajo posterior, también incorporó filtros rotatorios motorizados de velocidad variable para colorear los diseños.
Scripta Mathematica publicó las primeras fotografías de Oscillon en 1952. El trabajo de Laposky se publicó en unos 250 libros, revistas, periódicos, trabajos de arte publicitario en todo el mundo. En 1956, una cartera de arte de la revista Fortune ganó la medalla de oro del Art Directors Club de Nueva York como la mejor editorial mejor del año.
Laposky estuvo interesado en mostrar los diseños  o patrones basados en formas naturales, curvas debido a fuerzas físicas, o las curvas basadas en principios matemáticos, tales como varias formas en onda (ondas sinusoidales, ondas cuadradas y Curva de Lissajous). Según la documentación de exposición, Laposky señaló un paralelo entre su oscillons y la música, el operador de una instalación electrónicao setup tocando un tipo de "música visual".
En 1952, Laposky mostró su trabajo en una exhibición individual titulada "Abstracciones Electrónicas" en el Museo Sanford de Cherokee, Iowa. Como exposición ambulante, "Abstracciones Electrónicas" se mostró por todo Estados Unidos y en LeMons, Francia, así como  otros lugares, por la Sección de Relaciones Culturales de los Estados Unidos de 1952 a 1961. 
En total, la obra de Laposky fue publicada más de 160 veces y mostrada en más de 200 exposiciones antes de ser eclipsado por la aparición de los gráficos por ordenador a mediados de los@1960s.
Laposky citó y admiró a artistas como Naum Gabo, Joan Miró, Piet Mondrian, Victor Vasarely, Kazimir Malevich, Fernand Léger, Marcel Duchamp, Alexander Calder y algunos otros artistas del Sincromismo  y Futurismo.
Algunos elogios sobre la obra Oscillon de Laposky: "El Oscillons está entre las imágenes más estimulantes, sensual y espiritualmente hablando, de toda la historia de la visión humana "El ritmo y el equilibrio en cada pieza refleja no sólo la visión del artista sino los principios ordenados subyacentes del mundo físico." Fred Camper, The Chicago Reades, agosto de 2006

## Cuadrados Mágicos
Desde 1934 y durante agosto de 1946, Ripley, ¡aunque usted no lo crea! había imprimido 77 Cuadrados Mágicos con problemas numéricos de Laposky. En total 117 de los mecanismos geométricos numéricos ("magias") de Lapowski fueron impresas en un artículo del periódico Believe it or Not. La obra de Laposky, con este número de matrices, le llevó a su elección como miembro en la Asociación Matemática de América en 1950.
Laposky escribió sobre el cuadrado mágico: "La cristalización en números de alguna parte pequeña de la belleza, armonía y ritmo o el universo.". Es probable que el trabajo temprano de Laposky sobre estos Cuadrados Mágicos, así como la profunda introspección en sus trabajos internos, influyeron profundamente en su posterior trabajo sobre los Oscillons.

## Legado
Ben Laposky murió en Cherokee, en el año 2000. Su original exhibición individual de Oscillons en blanco y negro, así como  52 imágenes de color adicionales,  está comisariada y controlada por el Museo Sanford. La colección del museo contiene varios trabajos comerciales y libros en los que Laposky fue mencionado.
Ninguno de los 10,000 negativos que denunció como desaparecidos fueron nunca encontrados, y solo quedan 101 imágenes montadas del set original  de 102.
La exhibición itinerante original, junto con algunos trabajos adicionales, se mantiene y muestra periódicamente en el Museo Sanford y viaja a menudo a otros museos y universidades internacionales.